# 白线卷管螺
白线卷管螺（学名：Lophiotoma leucotropis），是新腹足目卷管螺科黑点卷管螺属的一种。主要分布于中国大陆、台湾，常栖息在浅海的沙底、潮下带。